# Over de kop (televisieprogramma)
Over de kop is een Nederlands televisieprogramma van de NTR dat van 2012 tot 2014 werd uitgezonden.

## Format
Het programma wordt gepresenteerd door Johan Overdevest. Het is een quiz waarin bekende Nederlanders vragen beantwoorden over gedragspsychologie. Sommige vragen gaan vergezeld van een van tevoren gefilmd experiment. De juiste antwoorden worden toegelicht door de psychologen Kirsten Ruitenburg en Lonneke Debets. Het programma wordt afgesloten met een geanimeerde infographic.
In het eerste seizoen, dat begon op 29 juni 2012, streden twee wisselende kandidaten tegen elkaar. Het tweede seizoen begon op 5 april 2013 en had een vast panel bestaande uit Pieter Derks, Lucille Werner en Gerard Cox. Het derde en laatste seizoen, dat begon op 2 mei 2014, bevatte geen quizelement meer maar verborgencamerafilmpjes en experimenten.